# Rijksbeschermd gezicht Bussum - Brediuskwartier
Gezicht Bussum - Brediuskwartier is een van rijkswege beschermd dorpsgezicht in de wijk Brediuskwartier van Bussum in de Nederlandse provincie Noord-Holland. De procedure voor aanwijzing werd gestart op 23 juli 2004. Het gebied werd op 30 juni 2007 definitief aangewezen. Het beschermd gezicht beslaat een oppervlakte van 71,2 hectare.
Panden die binnen een beschermd gezicht vallen krijgen niet automatisch de status van beschermd monument. Wel zal de gemeente het bestemmingsplan aanpassen om nieuwe ontwikkelingen in het gebied te reguleren. De gezichtsbescherming richt zich op de stedenbouwkundige en cultuurhistorische waardering van een gebied en wil het toekomstig functioneren daarvan veiligstellen.
In de meest noordoostelijke hoek verscholen achter bomen ligt het rijksmonument Oude begraafplaats van  Naarden. 
Westelijk zijn de plantsoenen, Willem Bilderdijkpark en het Mouwtje gelegen.